# Орден за храброст (Црна Гора)
Орден за храброст је одликовање Црне Горе. Орден је установљен 5. маја 2005. године доношењем Закона о државним одликовањима и признањима. Додјељује га предсједник Црне Горе. Орден за храброст додјељује се за изванредну храброст и самопријегор који су испољени у изузетно опасним ситуацијама у спасавању људских живота и материјалних добара. Носи се на лијевој страни груди.

## Изглед ордена
У средишњем дијелу је вертикална рељефна форма коју чини ловорова гранчица са по пет редова тролиста и парова плодова. Са лијеве и десне стране ловорове гранчице су мачеви са врховима окренутим на горе. У подножју ловорове гранчице балчаци мачева су спојени. Спој балчака мачева је украшен рубином..

## Носиоци ордена
- Владимир Баровић (2016)[4]